# Campeonato Tocantinense de Futebol de 1990
O Campeonato Tocantinense de Futebol de 1990 ou Copa Tocantins de Futebol Amador de 1990 foi a segunda edição da principal competição estadual de futebol amador no Tocantins.
O pouco que se sabe desse certame é que foi vencido pelo Tocantinópolis.[carece de fontes?] O Tocantinópolis montou uma equipe com muitos jogadores do futebol goiano e foi campeão invicto da Copa Tocantins, torneio amador equivalente ao estadual da época ao enfrentar na final o Alvorada. A vitória foi nos pênaltis, após dois empates em 0 a 0.
Cabe frisar que o certame teve uma paralisação no segundo semestre de 1990 por conta de dificuldade financeira da maioria dos clubes, e por conta disso, as finais só ocorreram no ano seguinte, ou seja, em 1991. E que o feito alcançado pela equipe do Verdão do Norte ao sagrar-se campeão estadual de forma invicta é um tento que até hoje não foi alcançado por nenhum clube tocantinense.

## Premiação
| Campeonato Tocantinense de 1990                        |
| ------------------------------------------------------ |
| TOCANTINÓPOLIS Campeão Invicto (1º título era amadora) |